# 27288 Paulgilmore
27288 Paulgilmore è un asteroide della fascia principale. Scoperto nel 2000, presenta un'orbita caratterizzata da un semiasse maggiore pari a 2,2835561 UA e da un'eccentricità di 0,1381194, inclinata di 7,17320° rispetto all'eclittica.